# سید محمد فاضلی موحد
سید محمد فاضلی موحد (متولد سال ۱۳۲۸) معروف به مولوی فاضلی موحد، فرزند سید علی فاضلی موحد، امام جمعه اهل سنت شهرستان تایباد، مدیر سابق جامعه الاحناف و رِئیس شورای علمای اهل سنت شهرستان تایباد می‌باشد.
او پس از ترور مولوی سیدمحمد سعید فاضلی در سال ۱۳۸۳ در سبزوار، با انتخاب علما و بزرگان شهرستان، امامت جمعه و ریاست حوزه و شورای علمای اهل سنت تایباد را به عهده گرفت.
در بهمن ماه سال ۱۳۸۹ به دلیل مخالفت با طرح ساماندهی مدارس و مساجد اهل سنت ایران مصوبه شورای انقلاب فرهنگی ایران، طی حکمی از سوی دادگاه ویژه روحانیت از همه مناصب خلع  و به مدت ۷ ماه در انفرادی سازمان اطلاعات مشهد حبس گردید. او به ‌عنوان یکی از شخصیت های اهل‌سنت ایران شناخته می‌شود.

## تحصیلات
مولوی فاضلی در شهر گزیک تحصیلات ابتدایی را نزد دایی خویش قاضی سید فاضل فاضلی گذراند و پس از آن به پاکستان رفت و در شهر کراچی در مدارس مختلفی مثل جامعه فاروقیه، دارالعلوم حقانیه تحصیل کرد و از جامعه علوم اسلامیه بنوری کراچی فارغ التحصیل گشت ، بعد از پایان تحصیل در پاکستان، عازم کشور عربستان سعودی شد و وارد دانشگاه اسلامی امام محمد بن سعود گردید. وی در سال ۱۴۰۷ هجری بعد از اخذ مدرک کارشناسی از دانشکده شریعت دانشگاه اسلامی امام محمد بن سعود فارغ التحصیل گشت. در مدت تحصیل از اساتیدی همچون غلام الله خان، عبدالغنی جاجروی، عبیدالله انور فرزند احمدعلی لاهوری، مفتی محمود، غلام غوث هزاروی، سلیم الله خان، سید محمد یوسف بنوری، ولی حسن تونکی، سمیع الحق و شیرعلی شاه در پاکستان و همچنین در عربستان سعودی از مصطفی سعید الخن استفاده برد. 

## طرح ساماندهی مساجد و مدارس اهل سنت ایران
بعد از روی کار آمدن دولت احمدی نژاد با تصویب شورای انقلاب فرهنگی ایران، طرح ساماندهی مدارس اهل سنت ایران کلیک خورد و مولوی فاضلی به نمایندگی از علمای خراسان در شورای ساماندهی مدارس اهل سنت ایران حضور پیدا کرد و بعد از اطلاع کامل از این طرح شروع به جمع آوری امضای روسای مدارس اهل سنت نسبت به مخالفت با این مصوبه کرد، و طرح ساماندهی مدارس و مساجد اهل سنت در همان ابتدای کار با مشکل مخالفت اهل سنت مواجه گردید. به این دلیل دادگاه ویژه روحانیت در سال ۱۳۸۹ وی را از همه مناصب خلع و به مدت ۷ ماه در انفرادی سازمان اطلاعات مشهد حبس گردید. در شهریورماه ۱۳۹۰ با قید وثیقه و باشرط ۲ سال حصر خانگی و تبعید در مشهد، از انفرادی سازمان اطلاعات مشهد خارج شد. حکم نهایی دادگاه ویژه، وی را  به مدت ۷ سال از خطابت و امامت منع کرد و دفتر ثبت ازدواج وی نیز پلمپ گردید.

## دیدگاه مولوی عبدالحمید نسبت به وی
مولوی عبدالحمید در مصاحبه ایی که با سایت سنی آنلاین داشت دیدگاه خود را نسبت به مولوی فاضلی چنین بیان کرد:
 شناختی که بنده از این ایشان دارم، مولوی فاضلی یک روحانی با سواد است که هم تحصیلات دانشگاهی و حوزوی را دارد و انسان معتدل، معقول و مردمی است. نه مخالف نظام و حکومت است و نه انسان مادیاتی و دین فروش.  من مطمئنم که هیچ ضرری برای نظام اسلامی و نه شیعه و نه سنی نداشته و ندارد، و در حالی که هیچ انسانی مستثنی از خطا و لغزش نیست، اما فرضا با کوچکترین لغزش یا کلمه ای که باب طبع آقایان نباشد، نباید با آبروی مردم بازی کرد.

## نظرات

### حمایت از مولوی عبدالحمید
مولوی فاضلی در واکنش به توهین یکی از مجریان شبکه ولایت که روز ۱۷ فروردین، الفاظی توهین آمیز را علیه مولوی عبدالحمید بیان کرده بود با انتشار بیانیه‌ای از مولوی عبدالحمید به‌عنوان «شخصیت وحدت طلب، تقریبی، دلسوز جامعه ایرانی و شخصیت اول اهل سنت» یاد کرده و ضمن محکومیت اهانت به وی نوشته است: «این عمل وقیحانه را محکوم و تأکید می‌کنم که توهین به شخص شیخ‌الاسلام مولانا عبدالحمید توهین به جامعه‌ی اهل سنت می‌باشد.» ایشان در ادامه تأکید کرده است: «از مسئولین مربوطه خواهان برخورد قاطع با این شخص اختلاف‌انگیز و هتاک می‌باشیم.

### جامعه المصطفی و ویروس کرونا
مولوی فاضلی، با صدور بیانیه‌ای با تصریح اینکه سخنان مولوی عبدالحمید درخصوص شیوع ویروس کرونا و عملکرد جامعةالمصطفی دغدغۀ همۀ ما است، بر لزوم «شفاف‌سازی» در این زمینه تاکید کرد. 

### اهانت به صحابه
مولوی فاضلی در بیانیه ایی ضمن نکوهش شدید «لعن و نفرین برترین‌های امت»، خاطرنشان کرد: «سوای ماهیت شرعی لعن، لعن و توهین چه جاذبه‌ای درون‌دینی یا برون‌دینی دارد؟! درون‌دینی غیر از نفرت و کینه بین امت هیچ سودی ندارد، و برون‌دینی هم نتیجه‌ای غیر از تعجب و تمسخر توسط پیروان ادیان دیگر در پی ندارد.» و در ادامه با استناد به حدیثی از پیامبر اکرم، بر لزوم ابراز انزجار از «حرکت‌های بی‌شرمانه» در حق صحابه تاکید کرد و گفت: «سکوت در مقابل هتک حرمت صحابه روا نیست و توهین به صحابه نباید عادی تلقی شود. ما به‌عنوان یک دستور دینی هر جایی که به صحابه توهین شود با قلم و زبان از این حرکت‌های بی‌شرمانه اظهار انزجار خواهیم کرد.»

### حمایت از مولوی گرگیج
مولوی فاضلی در بیانیه ایی که در کانال رسمی خود در تلگرام منتشر کرده بود، حواشی ایجادشده علیه مولوی محمدحسین گرگیج را «برآمده از احساسات و سوءتفاهمات» دانست و با تاکید بر محبت اهل‌سنت با اهل‌بیت پیامبر اکرم، تصریح کرد: «محبت علمای اهل سنت به اهل بیت کمتر از محبت برادران اهل تشیع نیست؛ بلکه بیشتر است، جناب مولانا محمدحسین گرگیج، امام جمعه آزادشهر به عنوان استاد تفسیر و حدیث هم قطعا از این امر مستثنی نیستند؛ نام ایشان با نام نامی سردار جوانان اهل بهشت گره خورده و مستحیل است که ایشان قصد توهین به اهل بیت مطهر رسالت را داشته باشند.

### آدم ربایی
در پی ربوده شدن یکی از علمای جوان تربت جام به نام مولوی محمد حسن پهلوان توسط افرادی مجهول الهویه، مولوی فاضلی نسبت به آن در بیانیه ایی چنین هشدار داد: عملیات آدم ربایی توسط افراد تندرو از هر طیف و مذهبی که باشد کار بسیار سخیف و خطرناکی است، نباید افرادی به خود جرات بدهند جو منطقه را با سبک مغزیشان به چالش و تشنج بکشند، آدم ربایی فی نفسه شرعا حرام است، اما عالم ربایی یک بدعت بسیار خطرناک و تحریک کننده برای امیال اشخاص فرصت طلب جهت نا امنی در منطقه است که تبعات آن به هیچ عنوان قابل ترمیم نخواهد بود، اگر بالفرض کسی مشکل یا جرمی دارد باید توسط مراجع ذی صلاح پیگیری شود نه توسط افرادی تندرو.

### خیزش سراسری ۱۴۰۱
مولوی فاضلی در بیانیه ایی حمایت خود را از خیزش سراسری ۱۴۰۱ چنین اظهار داشت: متاسفانه در این دو ماه که از اعتراضات مردم ایران می گذرد، هیچ واکنش درستی از طرف سران حکومتی مشاهده نکردیم و خواست همه علما و اندیشمندان این بوده که مسئولین صدای مردم را بشنوند و به خواسته های آنها تن بدهند. جواب اعتراض گلوله های جنگی و ماشین های نظامی سبک و سنگین نیست. هر روز شاهد خفه شدن فضای آزادی برای ملت هستیم، بازداشتی‌ های فله ایی، محروم کردن دانشجویان از تحصیل، صدور احکام اعدام برای معترضین و همچنین حمایت نمایندگان مجلس ( که باید نمایندگان مردمی باشند که روزی برای رای دادن آنها خود را به هر آب و آتشی می زدند) از صدور احکام اعدام، ضرب و شتم و تیراندازی پاسخ درستی به اولیه ترین خواسته های مردم نیست.  نیروهای نظامی که از فرزندان همین آب و خاک هستند باید در مقابل هموطنانشان سعه صدر نشان دهند و بدانند که سرکوب و تیراندازی، ایجاد رعب و وحشت توان ایستادگی در برابر مردمی که برای ابتدایی ترین خواسته های خود به پا خواسته اند را ندارد.

### جمعه خونین زاهدان
مولوی فاضلی با صدور بیانیه‌ای به گلولۀ بسته‌شدن نمازگزاران در جمعۀ خونین زاهدان واکنش نشان داد و خاطرنشان ساخت: این حادثه قلب هر صاحب وجدانی را به درد آورد. بنابر گزارش موثق حضرت شیخ‌الاسلام مولانا عبدالحمید نسبت‌ به این واقعه هولناک فقط نمونه‌اش را در فلسطین اشغالی شاهد بودیم که پاسخ سنگ را با گلوله می‌دهند. نمازگزارانی که در مصلا نماز جمعه زاهدان مشغول نماز بودند نه سنگی داشتند و نه تفنگی که متأسفانه با بدترین جنایت به شهادت رسیدند. بنده این حرکت زشت و ظالمانه و اتهامات واهی و برچسب‌های پوچ به نمازگزاران که آنها «تروریست» و «تجزیه‌طلب» خطاب کرده بودند را محکوم کرده و خواهان اجرای عدالت و اشد مجازات برای عاملین و افراد پشت صحنه این جنایت بزرگ می‌باشم.

### جمعه خونین خاش
مولوی فاضلی ، در بیانیۀ خود ضمن تسلیت «واقعه هولناک» در شهرستان خاش و دعای رفع درجات برای شهدا و شفای عاجل برای مجروحین این حادثه، خاطرنشان ساخت: «حادثه خونین روز جمعه شهر خاش، داغ جمعه خونین زاهدان را بیشتر کرد. این ملت بی‌دفاع، فقط در واکنش به واقعه جمعه خونین زاهدان شعار و یا سنگ‌پرانی کردند که در عوض گلوله جنگی را مهمان قلب و سر آنان کردند که این دور از انصاف و عدالت و انسانیت بود.

### بیانیه تصویری شورای علمای اهل سنت تایباد در حمایت از خیزش سراسری ۱۴۰۱
شورای علمای اهل‌سنت شهرستان تایباد، روز جمعه (۲ دی‌ماه ۱۴۰۱) با صدور بیانیه‌ای تصویری پیرامون اعتراضات مردمی اخیر در کشور، ضمن برشمردن برخی از دلایل این «اعتراضات و اعتصابات»، به بیان مطالبات و خواسته‌های قانونی خود پرداخت. شورای علمای اهل‌سنت شهرستان تایباد در این بیانیه حمایت خود را از «مواضع مولوی عبدالحمید» اعلام کرد و هرگونه «خشونت و برخورد غیرقانونی» علیه معترضان را «مردود» دانست. بعد از انتشار بیانیه تصویری علمای اهل سنت شهرستان تایباد، حکومت جمهوری اسلامی، مولوی عبدالناصر قادری سخنگوی شورای علما شهرستان که متن بیانیه را قرائت کرده بود را  پس از احضار به دادگاه ویژه روحانیت در مشهد، وی را بازداشت کرد که بازخورد زیادی در رسانه های داخل و خارج از کشور داشت.

### مجازات اعدام
مولوی فاضلی در یادداشتی کوتاه به اعدام‌هایی به جرم مواد مخدر در مناطق مرزی شرق کشور واکنش نشان داد و این نوع اعدام‌ها را «غیرشرعی»، «غیرمنطقی» و «خانمان‌سوز» دانست.

### فشار و تهدید علمای اهل سنت ایران
مولوی فاضلی در یادداشتی که توسط کانال تلگرامی خویش منتشر گردانید نسبت به تهدید و دستگیری علمای اهل سنت ایران هشدار داد. وی در قسمتی از بیانیه خویش گفت: علمای ربانی و مردمی در طول تاریخ، نه متملق و چاپلوس دستگاه حکومتی بودند و نه خواهان فتنه و نابسامانی در جامعه. وجود اینچنین علمایی مایه خیر و برکت برای ملت و دولت هستند که بدون هیچ چشم داشتی راه صلاح و آبادانی حاکمیت و مردم را در نظر دارند. دیدگاه‌ها و نظرات بزرگانی همچون شیخ الاسلام مولانا عبدالحمید (حفظه الله) و دیگر علمای حقگو را باید پاس داشت و از این نظرات خیرخواهانه، ناصحانه و مسالمت‌آمیز استقبال کرد.از چنین علمای ربانی که در این اوضاع بغرنج سیاسی و اقتصادی مردم، با درک درست شرایط به دور از هر آشوب و درگیری سخنان خود را متین و منطقی بازگو می کنند باید بر خود ببالیم، نه این که جواب دیدگاههای این بزرگواران را با تهدید به زندان و فشار بر اطرافیان و ... پاسخ دهیم. 

وی همچنین در قسمتی از بیانیه خویش نسبت به بازداشت مولوی فتحی محمد نقشبندی واکنش نشان داد و اظهار داشت: بازداشت و همچنین نحوه بازداشت مولانا نقشبندی (حفظه الله) که یکی از علمای پرنفوذ، مسن و خیرخواه بلوچستان است نه شایسته‌ی نظام جمهوری اسلامی ایران بود و نه هم شایسته‌ی شخصیتی اجتماعی و عالمی کهنسال، که برای انتقاد از حکومت به طرزی بسیار غیرمتعارف با بستن جاده دستگیر شود. لذا از مسئولین محترم می خواهم که به این دستگیری ها و احضاریه های پی در پی علماء و اندیشمندان اهل سنت ایران خاتمه دهند و سعی خود را در اصلاح امور کشور به کار گیرند چرا که این اعمال نتیجه ایی جز نارضایتی روزافزون مردم از دستگاه حاکمیت ندارد.